# Fixsenia pallescens
Fixsenia pallescens är en fjärilsart som beskrevs av Schultz. 1906. Fixsenia pallescens ingår i släktet Fixsenia och familjen juvelvingar. Inga underarter finns listade i Catalogue of Life.